# 120 Krh/40
Le 120 Krh/40 est un mortier de 120 mm développé par l'entreprise finlandaise Tampella (aujourd'hui Patria Vammas).

## Présentation
Le 120 Krh/40 est exporté en Suède entre 1941 et 1944, puis produit sous licence dans ce pays. Un total de 219 mortier est exporté par Tampella. L'armée suédoise les appelle 12 cm granatkastare m/41 et s'en sert en tant que mortier lourd standard. En 1956, leurs plaques de base sont remplacées par des plaques de base Hotchkiss-Brandt M-56 fabriquées en Suède. En 2016, 165 m/41D sont toujours en service dans les forces terrestres estoniennes et 22 sont détenus par les forces armées lituaniennes.
Ils obtiennent une augmentation importante de la létalité lorsque la cartouche anti-blindage d'attaque supérieure STRIX est introduite dans les années 1990.